# Іловец
Іловец (рум. Ilovăț) — село у повіті Мехедінць в Румунії. Входить до складу комуни Іловец.
Село розташоване на відстані 267 км на захід від Бухареста, 21 км на північний схід від Дробета-Турну-Северина, 99 км на північний захід від Крайови.

## Населення
За даними перепису населення 2002 року у селі проживали 700 осіб, усі — румуни. Усі жителі села рідною мовою назвали румунську.